# Belisario Boeto (provins)

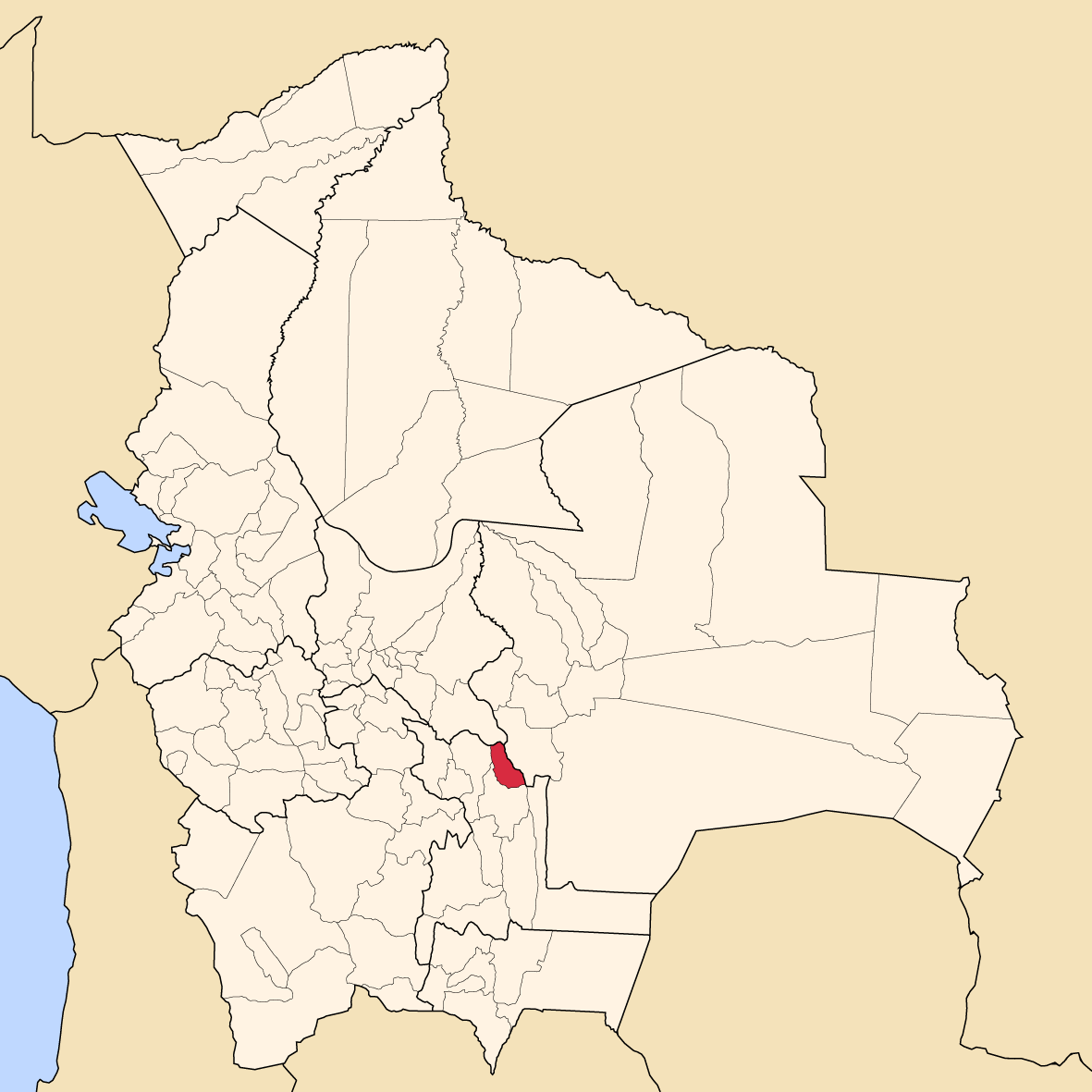
Provinsens läge i Bolivia

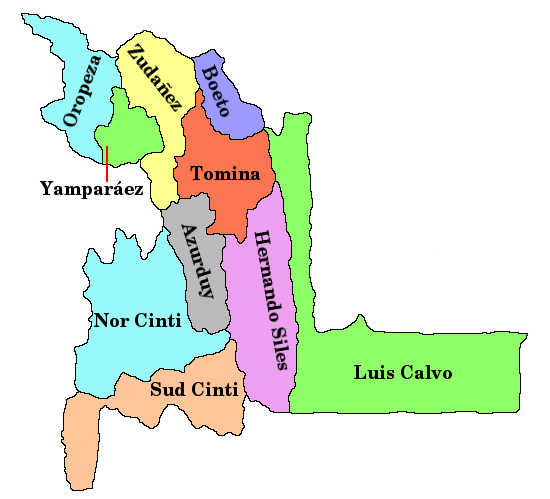
Provinser i Chuquisaca

Belisario Boeto är en provins i departementet Chuquisaca i Bolivia. Den administrativa huvudorten är Villa Serrano.